# Danijel Brecelj
Danijel Brecelj, slovenski pianist in skladatelj, *3. marec 1988, Šempeter pri Gorici.
Klavir se je pričel učiti na glasbeni šoli v Novi Gorici pri prof. Klavdiji Jamšek. Pri dvanajstih letih ga je v razred nadarjenih otrok sprejel priznani ruski pedagog in pianist prof. Sijavuš Gadžijev, pri katerem je v letu 2006 z odličnim maturitetnim nastopom zaključil šolanje na SGBŠ v Ljubljani. Istočasno je zaključil tudi splošno gimnazijo v Novi Gorici. Na GŠ Nova Gorica je zaključil tudi nižjo glasbeno šolo iz violončela. Sedaj je študent na Pariškem glasbenem konservatoriju, kjer nadaljuje študij klavirja v razredu prof. Rogerja Muraroja.

## Kariera
Danijel ima za seboj že vrsto samostojnih koncertov in recitalov. Dva samostojna recitala je izvajal v Čedadu (Italija) (2003-Bachov recital in recital leta 2004). V okviru cikla Pianissimo je koncertiral po Sloveniji (Postojna, Ljutomer, Rogaška Slatina, Ljubljana) v letu 2005. Maja 2006 je imel samostojen koncert v ciklu Ob klavirju v studiu 14 RTV Slovenija pod okriljem Glasbene mladine ljubljanske, 13. junija 2006 pa se je predstavil na samostojnem koncertu pod okriljem Kulturnega doma v Novi Gorici v ciklu Glasba z vrtov sv. Frančiška, kjer je tudi krstno izvedel svojo klavirsko Sonato op. 10. Udeležil se je tudi mednarodnih klavirskih delavnic pri prof. Ronaldu na Dobrovem, prof. Jacquesu Rouvierju v Cagliariju (Sardinija) in Perigueux-u (Francija) ter prof. Sijavušu Gadžijevu v Kopru in Novi Gorici.
Zelo odmeven je bil koncert, ko je kot solist nastopal s simfoničnim orkestrom SGBŠ Ljubljana s Koncertom za klavir in orkester v c-molu, ki ga je sam napisal. Z njim se je predstavil v Kulturnem domu v Novi Gorici in Slovenski filharmoniji v Ljubljani februarja 2005 pod vodstvom prof. Tomaža Habeta.
Uveljavlja se tudi kot skladatelj. Prvi pedagog, ki ga je že kot desetletnega otroka usmerjal na tej poti je bil sedaj že pokojni profesor in komponist Dane Škerl, pozneje pa njegov učenec prof. Ambrož Čopi, ki je bil tudi Danijelov mentor pri izvedbi samostojnega Avtorskega večera, ki ga je kot štirinajstletnik imel v Kulturnem domu v Novi Gorici. Izdal je že dve notni zbirki: Klavirske miniature op.1 in Tri fantazije op.3 za klavir. V njegovem opusu med drugim izstopajo Violinska miniatura, op. 2, Variacije za klavir in violončelo, op. 4, klavirska Sonata, op. 10 ter njegovo najobsežnejše delo, Koncert za klavir in orkester v c-molu, op. 5.

## Nagrade
Je dobitnik številnih nagrad in priznanj na regijskih, državnih in mednarodnih tekmovanjih, med katerimi izstopajo zlata plaketa in prva nagrada na državnem tekmovanju (Temsig) v letih 2004 in 2007, ko je Danijel dosegel tudi maksimalno število točk; prva nagrada in prvo mesto na mednarodnem tekmovanju v Italiji v Povolettu leta 2004, prvo mesto in druga nagrada na državnem tekmovanju iz solfeggia v Mariboru leta 2001; februarja 2007 je prejel Škerjančevo nagrado, ki jo SGBŠ podeljuje najboljšim dijakom.